# 二川浩樹
二川 浩樹（にかわ ひろき、1961年 - ）は、日本の歯学者。広島大学大学院医系科学研究科教授。

## 来歴
修道高等学校を経て、1986年に広島大学歯学部歯学科を卒業後、同大学大学院に入学、1990年に学研究科修了、歯学博士となる。論文の題は「Candida属真菌の固体表面への付着に関する研究」。広島大学歯学部付属歯科技工士学校、歯科衛生士学校校長、歯学部講師を経て、2005年より広島大学教授。2015年文部科学大臣表彰科学技術賞受賞「感染の拡大を防ぐ固定化できる抗菌抗ウィルス消毒薬の開発」

## 専門・研究課題
- Candida albicansとカリエス
- 口腔内常在細菌叢とカリエスリスク
- 自然免疫とCandida
- プロバイオティクスの口腔への応用
- 固定化抗菌剤Etakの開発と抗菌・抗ウイルス加工
- MR画像からの顎関節シミュレーションモデルの構築

## 主な著書
- 『義歯の洗浄』（浜田泰三、夕田貞之と共著、デンタルダイヤモンド社 2002年 ISBN 9784885107979）

## 主な業績
「ロイテリ菌」の発見
虫歯菌の発育を阻止し、殺菌効果のある乳酸菌の一種。
固定化抗菌剤を改良した4級アンモニウム塩をもつエトキシシラン系の新規化合物である「Etak」の開発。
Etakは、水やエタノールあるいはその混合の溶媒に溶解することができ、0.06%程度の低濃度で布、木、ガラス、金属などに室温で数分間で固定化が可能である。処理した表面には、抗菌性がありグラム陽性菌（黄色ブドウ球菌、MRSA、表皮ブドウ球菌、セレウス菌、虫歯菌など）・グラム陰性菌（大腸菌、O157など）を接触性に殺菌する。また、エンベロープを持つウイルスも接触性に不活性化でき、A型インフルエンザウイルス（ヒト、トリ、豚）、B型インフルエンザウイルス、パラインフルエンザウイルス、（AからE型）肝炎ウイルス、はしかウイルス、ヘルペスウイルス、ムンプスウイルス、狂犬病ウイルスなどに有効である。Etakを用いることで容易に抗インフルエンザウイルス加工が可能になるため、空気感染や接触感染による感染拡大のリスクを下げることが期待できる。楠橋紋織によりこの技術を用いた抗ウィルスタオルが販売されている。
「L8020菌」の発見
むし歯菌・歯周病菌・カンジダ菌の発育を阻止する、殺菌効果のある乳酸菌の一種。広島大学歯学部生物クラブバイテックの学生たちとともに研究を行う。四国乳業の協力で作成したヨーグルトを用いたヒト試験で、ヒトの口（口腔内）から、むし歯菌と4種類の歯周病菌を効果的に減らすことを明らかにしている。